# 博博 (密西西比州科荷馬縣)
博博（英語：Bobo）是位於美國密西西比州科荷馬縣的普查規定居民點。

## 歷史
博博的郵局於1886年設立，其後於1973年停運。此地得名自世界獵熊冠軍羅伯特·E·博博（Robert E. Bobo）。。

## 人口
根據2020年美國人口普查的數據，博博的面積為4.96平方千米，皆為陸地。當地共有人口118人，而人口密度為每平方千米23.79人。